# Красноярський час
| USZ1 | Калінінградський час | MSK-1 (UTC+2)  | 20:26 |
| MSK  | Московський час      | MSK (UTC+3)    | 21:26 |
| SAMT | Самарський час       | MSK+1 (UTC+4)  | 22:26 |
| YEKT | Єкатеринбурзький час | MSK+2 (UTC+5)  | 23:26 |
| OMST | Омський час          | MSK+3 (UTC+7)  | 00:26 |
| KRAT | Красноярський час    | MSK+4 (UTC+7)  | 01:26 |
| IRKT | Іркутський час       | MSK+5 (UTC+8)  | 02:26 |
| YAKT | Якутський час        | MSK+6 (UTC+9)  | 03:26 |
| VLAT | Владивостоцький час  | MSK+7 (UTC+10) | 04:26 |
| MAGT | Магаданський час     | MSK+8 (UTC+11) | 05:26 |
| PETT | Камчатський час      | MSK+9 (UTC+12) | 06:26 |

Красноярський час (рос. Красноярское время, KRAT) — ряд адміністративних одиниць РФ, у яких час відрізняється на +7 годин від UTC (UTC+7) і на +4 години від московського часу (MSK+4).
Це офіційний час в Красноярському краї й у більшості регіонів Східного Сибіру. Раніше час називався «Новосибірським», але в 1993 році Новосибірська область перейшла на Омський час (MSK+3/MSD+3). У 2010 році Кемеровська область послідувала її прикладу. Однак у 2014—2016 року до використання цього часу повернулася Кемеровська, Томська області, Республіка Алтай, Алтайський край і Новосибірська область.
Регіони використання:
- Красноярський край
- Хакасія
- Тува
- Алтайський край
- Республіка Алтай
- Кемеровська область
- Новосибірська область
- Томська область